# Reichraming
Reichraming è un comune austriaco di 1 1730 abitanti nel distretto di Steyr-Land, in Alta Austria.